# If My World Stopped Turning
If My World Stopped Turning är en låt framförd av den irländska sångaren Chris Doran. Låten var Irlands bidrag i Eurovision Song Contest 2004 i Istanbul i Turkiet. Låten är skriven av Brian McFadden och Jonathan Shorten.
Bidraget framfördes i finalen den 15 maj med startnummer 18, efter Island och före Polen, och slutade där på tjugoandra plats med 7 poäng. 
Tjugoandra platsen var Irlands sämsta resultat i tävlingen någonsin efter att ha deltagit 37 gånger tidigare.